# Afrotis
Afrotis é um género de aves da família Otididae, que contém as seguintes espécies, todas restritas à África:
- Abetarda-de-asa-preta, Afrotis afra
- Afrotis afraoides